# Sri Lanka-junglehøne
Sri Lanka-junglehøne (latin: Gallus lafayetii) er en hønsefugl, der lever på Sri Lanka.